# San Cristóbal de la Polantera
San Cristóbal de la Polantera es un municipio y lugar español de la provincia de León, en la comunidad autónoma de Castilla y León.

## Demografía

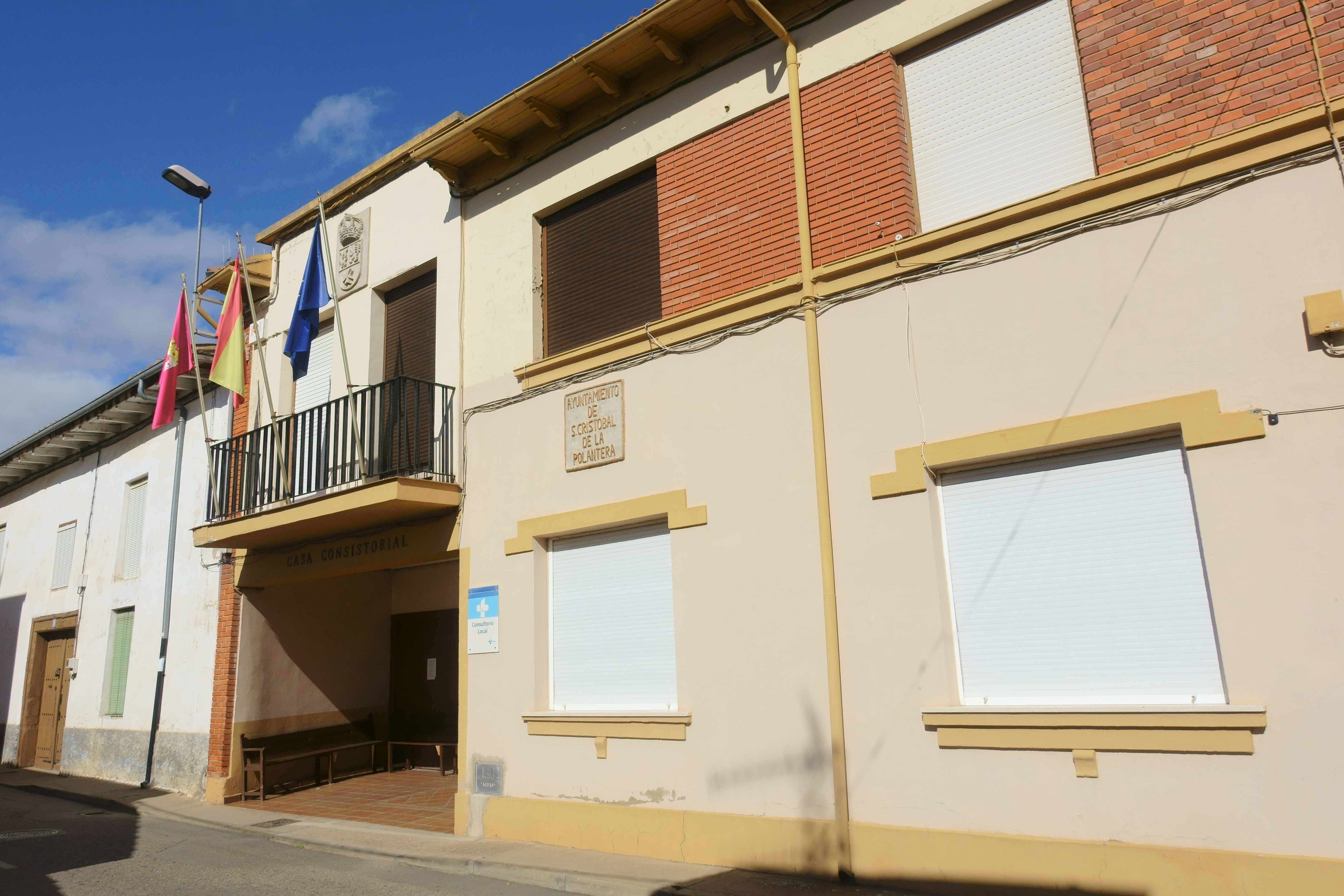
Casa consistorial

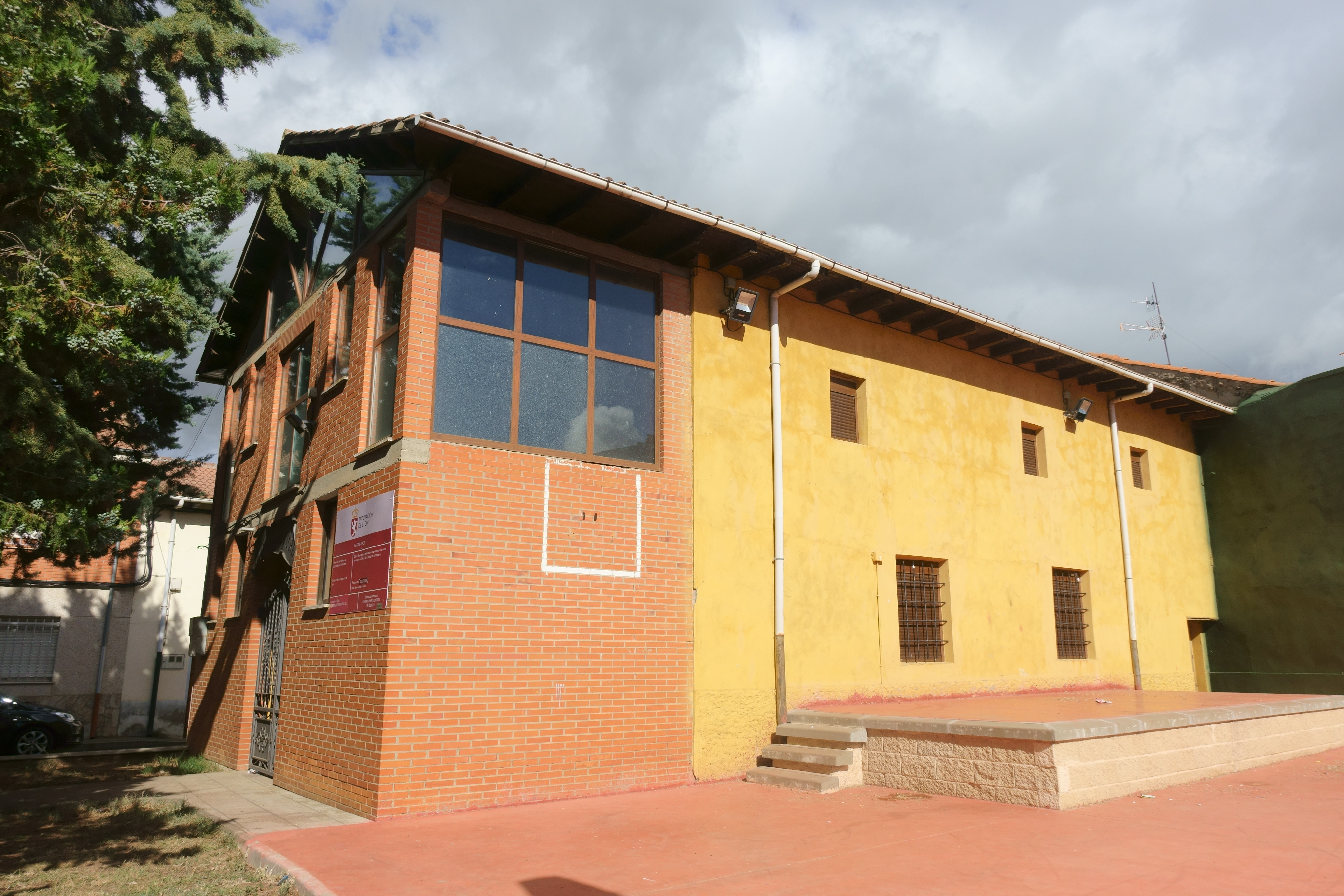
Casa de la Cultura

Cuenta con una población de 625 habitantes (INE 2024).
| Gráfica de evolución demográfica de San Cristóbal de la Polantera entre 1842 y 2021 |
| |
| Población de derecho según los censos de población del INE. Población de hecho según los censos de población del INE. En 1857 disminuye el término del municipio porque independiza a Santa María de la Isla. |